# Jalalabad (Shamli)
Jalalabad is een nagar panchayat (plaats) in het district Shamli van de Indiase staat Uttar Pradesh.

## Demografie
Volgens de Indiase volkstelling van 2001 wonen er 23.568 mensen in Jalalabad, waarvan 54% mannelijk en 46% vrouwelijk is. De plaats heeft een alfabetiseringsgraad van 37%.